# Elecciones generales de India de 1977
Las elecciones generales de la India de 1977 se celebraron entre marzo del mencionado año para renovar el Lok Sabha, siendo las sextas elecciones desde el establecimiento de la República. Los votantes debían elegir a los 542 miembros de la Cámara Baja del parlamento para el período 1977-1982. Desde estas elecciones en adelante, las 542 circunscripciones permanecerían sin modificar hasta 2004.
Las elecciones se celebraron con un año de atraso debido a la suspensión de las garantías constitucionales por el gobierno de Indira Gandhi entre junio de 1975 y marzo de 1977, estando los comicios originalmente previstos para 1976. Debido precisamente a este período, conocido como La Emergencia y durante el cual se cometieron numerosas violaciones a la libertad de prensa y los derechos humanos, el gobernante Congreso Nacional Indio, partido dominante del país desde su independencia, y más concretamente la Primera ministra Indira Gandhi, sufrían una severa crisis de popularidad, por lo que se suponía que estas elecciones serían el mayor desafío electoral para el Congreso desde su llegada al poder.
Los comicios tuvieron un carácter histórico, debido a que la Alianza Popular (Janata Alliance) liderada por Morarji Desai y que estaba compuesta por varias facciones opositoras al gobierno de Gandhi, obtuvo un resonante triunfo con una mayoría absoluta de 345 escaños, y casi el 52% del voto popular. Fue la primera derrota electoral del Congreso Nacional Indio en toda su historia, siendo además la debacle más grande sufrida por el partido en el gobierno hasta el momento, perdiendo más de 200 escaños y con su propia líder, Indira Gandhi, y su hijo Sanjay, siendo derrotados en sus respectivas circunscripciones. También fueron las primeras elecciones en las que el partido (o frente) ganador obtenía una mayoría absoluta de sufragios.
El gobierno reconoció la victoria opositora y, tras poner fin legalmente al estado de emergencia el 21 de marzo, Gandhi entregó la jefatura del gobierno a Morarji Desai el 24 de marzo, oficializando el primer cambio de gobierno pacífico en la historia de la India. Con estas elecciones, se estableció el Partido Janata, que con posterioridad se convirtió en el Partido Popular Indio, conformando el bipartidismo que desde entonces rige la política de la India.

## Antecedentes

### La Emergencia
Luego de que la Corte Suprema anulara el triunfo electoral de Indira Gandhi en su circunscripción en Uttar Pradesh, el 12 de junio de 1975 bajo denuncias de fraude electoral (lo que constitucionalmente la imposibilitaba para continuar como jefa de gobierno), Gandhi declaró el estado de emergencia el 25 de junio. Durante este período, se impuso la censura en los medios de comunicación, se intervino a los estados gobernados por la oposición, se realizaron detenciones arbitrarias, y se ejecutó una masiva campaña de esterilización forzosa con el fin de contener el desmesurado crecimiento demográfico, entre otras violaciones a los derechos humanos. Al amparo del estado de emergencia, Gandhi adquirió amplios poderes y comenzó a gobernar por decreto.
Este período, conocido como La Emergencia, vio la entrada del hijo menor de Gandhi, Sanjay Gandhi, en la política india. Sanjay ejerció un tremendo poder durante La Emergencia sin tener ningún cargo gubernamental. Según Mark Tully, "su inexperiencia no le impidió usar los poderes draconianos que su madre, Indira Gandhi, había tomado para aterrorizar a la administración y establecer lo que en realidad era un estado policial". Se decía que durante la Emergencia prácticamente dirigió la India junto con sus amigos, especialmente Bansi Lal.
Las acciones del gobierno durante este período, sumado al debilitamiento de la economía posterior a la guerra contra Pakistán (que irónicamente había reactivado la popularidad del gobierno en las elecciones de 1971), contribuyeron a minar severamente la opinión pública sobre Gandhi, y por extensión, sobre el Congreso Nacional Indio. Además la oposición, hasta entonces dividida completamente, había encontrado en su rechazo al gobierno de Gandhi una causa unificadora. El 18 de enero, para darle al electorado la oportunidad de reivindicar su gobierno, Gandhi organizó elecciones generales para marzo y liberó simultáneamente a todos los presos políticos. Existe un consenso sobre que Gandhi fue probablemente engañada sobre su bajo nivel de popularidad por la prensa censurada, lo que la llevó a convocar los comicios.

### Partidos y candidaturas
Tan solo cinco días después del anuncio de las elecciones, los principales opositores se reunieron el 23 de enero para discutir la creación de una amplia coalición de partidos políticos opuestos al gobierno de Gandhi, que competirían juntos en las elecciones. La alianza fue conocida como Alianza Popular (Janata Alliance). La coalición, cuya única ideología política real era su rechazo a Indira Gandhi, estaba conformada por grupos sumamente heterogéneos, desde los conservadores Bharatiya Lok Dal (BLD), Congreso Nacional Indio (Organización) y Bharatiya Jana Sangh (BJS). La alianza no se registraría como un partido a nivel nacional sino hasta después de las elecciones, y durante las mismas, utilizaron los símbolos del BLD.
La alianza fue apoyada por prominentes líderes sindicales y de oposición como Raj Narain y George Fernandes y disidentes del INC de Indira Gandhi. En los años siguientes otros desertores prominentes del Congreso declararon su apoyo a la alianza Janata, por lo que entre otras cosas, el expresidente del INC, y el ministro de Gabinete de Indira Gandhi, Jagjivan Ram y el antiguo ministro jefe de Uttar Pradesh, Hemwati Nandan Bahuguna y Orissa, Nandini Satpath. Los primeros signos de la afluencia de la oposición fueron el gran número de participantes de varias personas en eventos electorales de la oposición en ciudades de la India. Ante la masiva cantidad de deserciones que sufría el partido hegemónico, Indira Gandhi descartó el plan de colocar candidatos del Congreso de la Juventud (organización juvenil del partido) en la mayor cantidad de las circunscripciones electorales. Este plan era mal visto debido a que el Congreso de la Juventud era dirigido por Sanjay Gandhi, y la victoria electoral del INC con candidatos de su organización podría haber sellado su potencial ascenso al poder.
El Partido Comunista de la India (CPI) de orientación prosoviética y la Liga Musulmana de la Unión India, apoyaron al Congreso Nacional Indio en la campaña electoral. Algunos musulmanes prominentes, como el Imam en Delhi Jama Masjid, hablaron públicamente a favor de la oposición. La campaña electoral marcó la separación definitiva del Partido Comunista. Mientras que el IPC había sido el único partido importante del país que no condenó el estado de emergencia, una gran cantidad de sus líderes comenzaron a desligarse del gobierno con el aumento de la represión y luego de que se prohibieran las huelgas y se realizaran diversas política supuestamente destinadas a favorecer a las empresas de Sanjay Gandhi. El Partido Comunista de la India (Marxista) apoyó a la oposición, y realizó diversos tratos con la Alianza Popular en algunas circunscripciones del país. En Tamil Nadu, el partido Dravida Munnetra Kazhagam (DMK), cuyo gobierno había sido intervenido durante el estado de emergencia por el gobierno de Gandhi, acordó una alianza con el Partido Janata. Sin embargo, el DMK no era popular debido a las acusaciones de corrupción y se vio debilitado por la separación, en 1972, del grupo Toda India Anna Dravida Munnetra Kazhagam (AIADMK), que apoyó al oficialismo.

## Campaña
Durante el período de La Emergencia, la situación económica de la India había dado un vuelco favorable y, en general, se creía ampliamente que el Congreso Nacional Indio ganaría, situación que muchos observadores electorales predecían. Indira intentó influenciar a la prensa en la campaña electoral colocando anuncios del gobierno solo en periódicos que estaban bien dispuestos para con el oficialismo. Los principales periódicos de habla inglesa del país, como Indian Express y Statesman apoyaron abiertamente a la oposición, mientras que The Hindu y el Hindustan Times apoyaron al gobierno. El mayor diario del país, Times of India inició la campaña neutral, pero lentamente comenzó a dar su apoyo a la Alianza Popular.
La oposición centró su campaña, básicamente, en atacar al gobierno de Gandhi, sin proponer grandes proyectos de gobierno o promesas. El principal punto de ataque fue la política demográfica dirigida por Sanjay Gandhi. Se criticó que la esterilización se había llevado a cabo sin un consentimiento total o tras una información insuficiente de las personas afectadas y que la coerción estatal se ejercería en la planificación familiar. Por ejemplo, en el estado de Maharashtra, se estaba preparando una ley que obligaría a los funcionarios estatales a esterilizar a quienes tuvieran más de tres niños, especialmente en los estados del norte de la India, Uttar Pradesh, Bihar y Haryana. El programa de planificación familiar estableció cupos para el número mínimo de personas a esterilizar. Para cumplir con estas cuotas, se ejerció una presión considerable sobre los responsables del programa y, como resultado, se recibieron informes de esterilización forzada. Estos informes provocaron temores e incertidumbres significativos. El líder espiritual de la Alianza, Jai Prakash Narayan, llegó a decir que los comicios eran la última oportunidad que tenía la nación para escoger entre "democracia o dictadura".
Otro punto de crítica fueron las múltiples enmiendas a la constitución india iniciadas por Indira Gandhi, que fueron vistas como un vaciamiento del orden estatal democrático indio. Entre 1971 y marzo de 1977, el gobierno de Indira implementó un total de dieciocho enmiendas constitucionales. En un acto de campaña del Partido Janata,  P. L. Deshpande bromeó con el público, afirmando que trató de comprar una copia de la Constitución de la India en una librería y el vendedor respondió que todavía no le llegaban copias actualizadas.

## Resultados

Una vaca con un ternero, símbolo utilizado por el Congreso Nacional Indio en las elecciones.

El resultado final sorprendió a todos los observadores y analistas, que preveían una nueva victoria, aunque ajustada, del Congreso Nacional Indio. Incluso los líderes de la Alianza Popular habían expresado deliberadamente sus puntos de vista sobre sus perspectivas electorales y Morarji Desai afirmó durante la campaña que su objetivo a corto plazo era arrebatar al INC su mayoría de dos tercios y configurar una oposición lo más vocal y fuerte posible. En lugar de eso, el partido gobernante sufrió una devastadora derrota electoral. Perdió casi la cuarta parte de los votos que había recibido en elecciones previas a 1971 y más de la mitad de sus escaños parlamentarios. Contrario al 40% de los votos que le vaticinaban las encuestas, la Alianza Popular consiguió una mayoría absoluta de votos con casi el 52% de los sufragios. Por otro lado, los partidos comunistas, que habían recaudado juntos un 10% de los votos en las anteriores elecciones, se vieron reducidos a 1.7%.
A nivel nacional, el resultado fue muy divisivo geográficamente: la Alianza Popular ganó en prácticamente todo el norte de la India, mientras que el Congreso Nacional Indio mantuvo su preeminencia (aunque más débil) en el sur del país. Fue particularmente destacable la victoria opositora en Uttar Pradesh, donde Indira Gandhi fue derrotada en su propia circunscripción por 55.000 votos de diferencia contra su rival Raj Narain, quedando fuera del parlamento. Su hijo Sanjay también perdió su escaño contra R. P. Singh por casi 75.000 votos. Los únicos estados norteños donde el INC triunfó fueron Jammu y Cachemira en el noroeste y Assam y las áreas adyacentes en el noreste. Por el contrario, los partidos de oposición en los cuatro estados más oficialistas del sur Kerala, Tamil Nadu, Andhra Pradesh y Karnataka fueron derrotados. En estos cuatro estados combinados, los partidos de oposición ganaron solo siete de los 129 distritos electorales (dos para el BLD, tres para el Congreso (O) y dos para DMK). En los estados de Maharashtra, Gujarat y Orissa, los resultados fueron mixtos, pero principalmente a favor de la Alianza Popular. En Punjab, la Alianza llegó a obtener nueve de los trece escaños disputados.
| Partido                                              | Sigla                              | Votos       | Votos    | Votos       | Escaños | Escaños     | Escaños  |
| Partido                                              | Sigla                              | #           | %        | +/-         | #       | +/-         | %        |
| ---------------------------------------------------- | ---------------------------------- | ----------- | -------- | ----------- | ------- | ----------- | -------- |
| Bharatiya Lok Dal                                    | BLD                                | 78.062.828  | 41,32 %  | Nuevo       | 295     | Nuevo       | 54,4 %   |
| Congreso Nacional Indio                              | INC                                | 65.211.589  | 34,52 %  | 9,16 %      | 154     | 198         | 28,4 %   |
| Partido Comunista de la India (Marxista)             | CPM                                | 8.113.659   | 4,29 %   | 0,83 %      | 22      | 3           | 4,1 %    |
| Toda India Anna Dravida Munnetra Kazhagam            | AIADMK                             | 5.480.378   | 2,19 %   | Nuevo       | 18      | Nuevo       | 3,3 %    |
| Partido Comunista de la India                        | CPI                                | 5.322.088   | 2,90 %   | 1,83 %      | 7       | 16          | 1,3 %    |
| Dravida Munnetra Kazhagam                            | DMK                                | 3.323.320   | 1,76 %   | 2,08 %      | 2       | 21          | 0,4 %    |
| Congreso Nacional Indio (Organización)               | INC(O)                             | 3.252.217   | 1,72 %   | 8,71 %      | 3       | 13          | 0,6 %    |
| Shiromani Akali Dal                                  | SAD                                | 2.373.331   | 1,26 %   | 0,39 %      | 9       | 8           | 1,7 %    |
| Partido de los Trabajadores y Campesinos de la India | PWP                                | 1.030.232   | 0,55 %   | 0,04 %      | 5       | 5           | 0,4 %    |
| Partido Republicano de la India                      | RPK                                | 956.072     | 0,51 %   | 0,14 %      | 2       | 2           | 0,4 %    |
| Partido Socialista Revolucionario                    | RSP                                | 851.164     | 0,45 %   | 0,04 %      | 4       | 1           | 0,7 %    |
| Bloque Adelante de la India                          | AIFB                               | 633.644     | 0,34 %   | 0,32 %      | 3       | 1           | 0,6 %    |
| Conferencia Nacional de Jammu y Cachemira            | JKNC                               | 483.192     | 0,26 %   | 0,26 %      | 2       | 2           | 0,6 %    |
| Congreso de Kerala                                   | KEC                                | 491.674     | 0,26 %   | 0,11 %      | 2       | 1           | 0,4 %    |
| Partido Maharashtrawadi Gomantak                     | MGP                                | 118.748     | 0,06 %   | 0,02 %      | 1       | 1           | 0,2 %    |
| Liga Musulmana de la Unión India                     | MUL                                | 565.007     | 0,30 %   | 0,02 %      | 2       | Sin cambios | 0,4 %    |
| Frente Democrático Unido                             | UDF                                | 124.627     | 0,07 %   | Nuevo       | 1       | Nuevo       | 0,2 %    |
| Partido Jharkhand de Toda India                      | JKP                                | 126.288     | 0,07 %   | 0,12 %      | 1       | Sin cambios | 0,2 %    |
| Independiente                                        | Unabh.                             | 10.393.617  | 5,50 %   | 2,88 %      | 9       | 5           | 0,2 %    |
| Otros partidos                                       |                                    | 2.003.829   | 1,67 %   | 16,74 %     | 0       | 53          | 0 %      |
| Votos válidos                                        | Votos válidos                      | 188.917.504 | 100,00 % | Sin cambios | 542     | 24          | 100,00 % |
| Votantes registrados/participación                   | Votantes registrados/participación | 321.174.327 | 60.49 %  |             |         |             |          |
| Fuente: Election Commission of India                 |                                    |             |          |             |         |             |          |

## Consecuencias

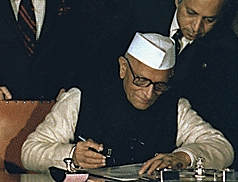
Morarji Desai como primer ministro de la India.

La victoria de la Alianza Popular fue recibida con alivio por la comunidad internacional. El desarrollo de la India durante el período del estado de emergencia había sido observado con preocupación por los países del mundo occidental. Durante mucho tiempo, la India se consideró un modelo más o menos exitoso de desarrollo de un país del Tercer Mundo en el marco de una democracia parlamentaria. La implantación de una "dictadura" por parte de Indira Gandhi al declarar el estado de emergencia fue vista con alarma por varios países. El resultado de las elecciones, a ojos de varios observadores, demostró que, incluso con una inmensa cantidad de votantes siendo analfabetos, el país había consolidado su madurez democrática, al ser capaz de castigar electoralmente al gobierno.
La República Popular China también acogió con satisfacción los resultados de las elecciones y expresó la esperanza de que la actitud "prosoviética" de la India cambiaría como resultado. La Unión Soviética trató de minimizar el daño e hizo hincapié en que las buenas relaciones entre la India y la Unión Soviética no se verían afectadas por los resultados de las elecciones. El 21 de marzo, al conocerse la victoria de la Alianza, Indira reconoció los resultados y levantó el estado de emergencia oficialmente. Tres días después, el 24 de marzo, el nuevo parlamento dominado por la oposición eligió primer ministro Morarji Desai, quien formó su gabinete esa misma semana. El 1 de mayo, varios de los partidos de la Alianza, si bien no todos, se fusionaron en el Partido Janata, predecesor del Partido Popular Indio.